# Edwin Jackson
Edwin Jackson (ur. 18 września 1989 w Pau) – francuski koszykarz, grający na pozycji rzucającego obrońcy, obecnie zawodnik FC Barcelony.
W 2014 reprezentował Boston Celtics podczas letniej ligi NBA.
Jego ojciec Skeeter Jackson także grał w koszykówkę, a podczas gry we Francji otrzymał obywatelstwo i został reprezentantem tego kraju.

## Osiągnięcia
Stan na 9 kwietnia 2018, na podstawie, o ile nie zaznaczono inaczej.

### Drużynowe
- Wicemistrz Hiszpanii (2015)
- Zdobywca pucharu Francji (2008)
- Finalista:
  - pucharu Hiszpanii (2015)
  - superpucharu Hiszpanii (2014, 2015)

### Indywidualne
- MVP:
  - francuski ligi Pro-A (2013)
  - kolejki ligi Endesa (18 - 2016/2017)
- Największy postęp ligi francuskiej (2013)
- Zaliczony do I składu ligi Endesa (2017)
- Uczestnik meczu gwiazd:
  - francuskiej ligi LNB Pro A (2010, 2013, 2014)
  - młodych talentów - Nike Hoop Summit (2009)
- Lider strzelców ligi:
  - hiszpańskiej Endesa (2017)
  - francuskiej Pro A (2014)

### Reprezentacja
Seniorów
- Brązowy medalista mistrzostw świata (2014)
- Zwycięzca kwalifikacji olimpijskich (2016)
- Uczestnik mistrzostw:
  - świata (2010 – 13. miejsce, 2014)
  - Europy (2017 – 12. miejsce)

Młodzieżowe
- Mistrz Europy U–18 (2006)
- Wicemistrz Europy:
  - U–20 (2009)
  - U–16 (2005)
- Brązowy medalista mistrzostw świata U–19 (2007)
- Uczestnik mistrzostw Europy:
  - U–20 (2008 – 7. miejsce, 2009)
  - U–18 (2006, 2007 – 6. miejsce)